# Stethorrhagus nigrinus
Stethorrhagus nigrinus là một loài nhện trong họ Corinnidae.
Loài này thuộc chi Stethorrhagus. Stethorrhagus nigrinus được Lucien Berland miêu tả năm 1913.